# Emilio Linder
Emilio Línder (ur. 27 listopada 1949 w Buenos Aires) – argentyński aktor filmowy, telewizyjny i teatralny, muzyk i prezenter, który od roku 1973 zamieszkał w Hiszpanii i zdobył podwójne obywatelstwo.

## Kariera
Urodził się i wychował w Buenos Aires. W latach 1973–77 wraz ze swoim bratem Franco pracował jako muzyk tworząc amerykańską muzykę i pieśni protestu. Po śmierci brata w 1976 roku przeniósł się do Madrytu. Po występie w serialu Televisión Española Żongler i królowa (El juglar y la reina), zadebiutował na dużym ekranie jako Jorge Luis w czarnej komedii Czarna ręka (La mano negra, 1980) z Carmen Maurą i Fabio Testi. Grał potem także w produkcjach amerykańskich takich jak Ballada o koniokradzie (Rustlers' Rhapsody, 1985) u boku Toma Berengera, Szczelina (The Rift, 1990) z Jackiem Scalią, R. Lee Ermey'em, Rayem Wise i Deborah Adair, Skrzydła sławy (Wings of Fame, 1990) z Peterem O’Toole, Colinem Firth i Marie Trintignant, Bethune: Tworzenie bohatera' (Bethune: The Making of a Hero, 1990) z Donaldem Sutherlandem i Helen Mirren, Zastrzelić Elizabeth (Shooting Elizabeth, 1992) z Jeffem Goldblumem i Mimi Rogers oraz Duchy Goi (Goya's Ghosts, 2006) Miloša Formana z udziałem Javiera Bardema, Natalie Portman i Stellana Skarsgårda.
Występował także na scenie, m.in. w sztukach Yepeto (2008), Wiele hałasu o nic Szekspira, Caricias czy Testament.
Brał udział także w filmach pornograficznych, m.in. softcore Mój królik jest najlepszy (Mi conejo es el mejor, 1982) oraz hardcore w reżyserii Jesúsa Franco: Taboo Video Lilian (1984) i Sztyft do dwóch (Rajita para dos, 1984) jako klient włoski.

## Wybrana filmografia

### Filmy fabularne
- 1980: El gran secreto
- 1982: Con las bragas en la mano jako Sergio
- 1982: Mój królik jest najlepszy (Mi conejo es el mejor) jako Carlos
- 1984: Leviatán jako Jordan
- 1984: Lilian (la virgen pervertida) jako Jorge Miranda
- 1984: Christina y la reconversión sexual jako Alain
- 1985: Ballada o koniokradzie (Rustlers' Rhapsody) jako Pasterz w saloonie
- 1987: Anioł śmierci (Commando Mengele) jako Mickey
- 1988: Ślimaki (Slugs, muerte viscosa) jako David Watson
- 1989: The Legendary Life of Ernest Hemingway
- 1990: Bethune: The Making of a Hero
- 1990: Szczelina (The Rift) jako Philippe
- 1990: Wings of Fame
- 1992: Zastrzelić Elizabeth (Shooting Elizabeth) jako Buyer
- 2003: Carmen jako Aristóteles
- 2005: Invulnerable jako ojciec Elíasa
- 2006: Duchy Goi (Goya's Ghosts) jako kościelny 1
- 2011: Uśpiony głos (La Voz dormida) jako Rzecznik rządu

### Seriale TV
- 1978: Żongler i królowa (El juglar y la reina)
- 1979: Po łacinie (Escrito en América)
- 1982: Ramón y Cajal
- 1985: Goya
- 1990: Zorro jako Ricardo Quintana
- 1990: El C.I.D. jako Antoni
- 1997-98: Más que amigos jako Carlos
- 2013: Isabel jako Luis de Santángel